# スズキ・Vストローム650
Vストローム650（V-Strom650 ブイストローム650）は、スズキが製造しているツアラーおよびデュアルパーパスタイプのオートバイ（大型自動二輪車）である。

## 概要
2002年発売のDL1000のヒットを受けて2003年にDL650の名称で欧州・アメリカ・オーストラリアで販売された。エンジン、燃料噴射装置ともにSV650のものを採用している。2011年7月にはABSを搭載している。
2013年に日本国内仕様として『V-Strom650』の名称で販売開始となった。名称にある『V』の由来は「Versatile」(万能・多目的)という意味で、Stromはドイツ語で「流れ」を意味するStrom（シュトロム）からきている。

## 日本国内仕様

### VP56A型
2013年1月8日に650のABS仕様が「快適アドベンチャーツアラー」のコンセプトのもとV-Strom650 ABSとして日本国内向けに発売されている。このモデルは平成13年騒音規制の適用によりエンジンセッティングが変更され、車体左側のエンジンカバーや、歯数を47から44に減らしたホールなしのリアスプロケットなどが装備されている。
2014年10月10日には前後輪をチューブレスタイヤに対応させたワイヤースポークのホイールに換装し、専用のフロントカウルを装備したアドベンチャーツアラー仕様の V-Strom650XT ABS も発売されている。 

### C733A型
2017年5月30日に通常・XTの両仕様とも日本国内向け車両のモデルチェンジが行われた。エンジンは平成28年環境規制への適合を行ないつつスペックの出力を向上させ、新たにトラクションコントロールシステムを搭載し、SV650同様の「ローRPMアシスト」も搭載した。
車体デザインは1,000ccとの共通化により、フロントカウルは可変式スクリーン付きの縦目2灯に変更されている。